# De Kalb (Mississippi)
Pour les articles homonymes, voir DeKalb.
La ville de De Kalb est le siège du comté de Kemper, situé dans l'État du Mississippi, aux États-Unis.

## Source
- (en) Cet article est partiellement ou en totalité issu de l’article de Wikipédia en anglais intitulé « De Kalb, Mississippi » (voir la liste des auteurs).